# Уравнение Буссинеска
Уравнение Буссинеска описывает форму свободной поверхности жидкости при её течении в пористом грунте.
{\displaystyle {\frac {\partial h}{\partial t}}=k{\frac {\partial }{\partial x}}\left[\left(H(x,y)+h\right){\frac {\partial h}{\partial x}}\right]+k{\frac {\partial }{\partial y}}\left[\left(H(x,y)+h\right){\frac {\partial h}{\partial y}}\right],}
где {\displaystyle k={\frac {\mu \rho g}{m}},\qquad H(x,y)} — задает форму подстилающей поверхности, {\displaystyle h(x,y,t)} — форму свободной поверхности жидкости, {\displaystyle \rho } — плотность жидкости, {\displaystyle 0<m<1} — коэффициент пористости грунта, {\displaystyle g} — ускорение свободного падения, {\displaystyle \mu } — динамическая вязкость в законе Дарси.